# Marcel Desailly
Marcel Desailly, född 7 september 1968, i Accra, Ghana, är en fransk före detta professionell fotbollsspelare (försvarare) som mellan 1993 och 2004 spelade 116 matcher för det franska landslaget. Med landslaget var hann med och vann VM 1998 och EM 2000.
Desailly föddes som Odenke Abbey av ghananska föräldrar boendes i Accra. Hans mor gifte om sig med en fransk tjänsteman positionerad i Accra, mannen adopterade så småningsom barnen och Odenke Abbey fick namnet Marcel Desailly jr efter adoptivfadern. Familjen flyttade 1972 till Nantes. Desailly började så småningom spela för stadens FC Nantes, där han skulle komma att träffa jämnårige Didier Deschamps.
Desailly och Deschamps kom att spela för flertalet franska ungdomslandslag tillsammans, samtidigt som de avancerade i Nantes ungdomsakademi. Desailly debuterade i klubbens A-lag 1986 och kom att spela för klubben sex säsonger innan han flyttade till Olympique de Marseille.
Under sin första och enda säsong i Marseille vann klubben Champions League, efter att ha besegrat Milan i 1993 års final. Desailly flyttade efter säsongen till just Milan, där han på nytt var med om att vinna Champions League, efter att Milan besegrat FC Barcelona i det årets final. Han fastställde själv slutresultatet genom att göra det sista målet i 4-0-segern. Under sin tid i Milano vann han också Serie A 1994 och 1996.

## Meriter
- Fransk mästare 1993
- Italiensk mästare 1994, 1996
- Europacupen 1993, 1994
- VM 1998
- EM 2000
- FA-cupen 2000
- UEFA Supercup 1998
- FA Community Shield 2000